# San Antonio del Cuy
San Antonio del Cuy es un paraje y pequeña localidad argentina ubicada al norte del departamento Veinticinco de Mayo, provincia de Río Negro. Está ubicada sobre la Ruta Provincial 6, en el cruce con la Ruta Provincial 8 a unos 90 km de la localidad de Los Menucos.

## Toponimia
El nombre Cuy puede hacer referencia a la voz mapudungun elcuí nombre de una cactácea llamada comúnmente en español chupa sangre o manca caballos. También puede provenir de illku, illculn o üllkuln que significa encolerizarse. Pero nada tiene que ver con el roedor llamado cuy, cuis, cobayo o conejillo de indias.

## Geografía
San Antonio del Cuy se encuentra ubicada en las coordenadas 40°09′01″S 68°29′39″O / -40.15028, -68.49417, a 1162 m s. n. m. Su clima es frío y seco, correspondiente con la meseta patagónica.